# Hedda Hynne
Hedda Hynne (* 13. März 1990 in Skien) ist eine norwegische Leichtathletin, die sich auf den Mittelstreckenlauf spezialisiert hat. Sie ist momentan Inhaberin des Landesrekordes im 800-Meter-Lauf.

## Sportliche Laufbahn
2014 konnte sich Hedda Hynne für die Leichtathletik-Europameisterschaften in Zürich für den 800-Meter-Lauf qualifizieren, dort scheiterte sie jedoch bereits im Vorlauf mit einer Zeit von 2:05,08 min. Während sie 2015 keine nennenswerte Resultate verzeichnen konnte, gelang es ihr 2016 mit einem neuen norwegischen Hallenrekord über ihre Spezialstrecke sich für die Leichtathletik-Hallenweltmeisterschaften in Portland zu qualifizieren, dort scheiterte sie jedoch erneut in der Vorrunde. Im Juli desselben Jahres qualifizierte sich Hynne auch für die Leichtathletik-Europameisterschaften im niederländischen Amsterdam. Dort gelang ihr der Finaleinzug, in dem sie eine neue persönliche Bestleistung aufstellte und am Ende Rang sieben belegte.
Mit ihrer neuen Bestzeit qualifizierte sie sich auch für die Olympischen Sommerspiele in Rio de Janeiro. Sie konnte sich dort aber nicht weiter steigern und verpasste so den Aufstieg in eine weitere Runde.
2017 nahm sie an den Halleneuropameisterschaften in Belgrad teil und schied dort im Vorlauf aus. 2019 schied sie bei den Halleneuropameisterschaften in Glasgow mit :05,73 min im Vorlauf aus und kam bei den Weltmeisterschaften in Doha bis ins Halbfinale, in dem sie mit 2:01,03 min ausschied. Mit der Mannschaft kam sie bei der Team-Europameisterschaft in der 1. Liga auf den 3. Platz, wozu sie durch einen Sieg im 800-Meter-Lauf beitrug. Im Jahr darauf startete Hynne als Norwegische Hallenmeisterin über 800 Meter ins Jahr. Bei den wegen der Covid-19-Pandemie als Impossible Games ausgetragenen Bislett Games siegte sie im 600-Meter-Lauf und stellte am 15. September bei der Galà dei Castelli in Bellinzona mit 1:58,10 min über 800 m einen Landesrekord auf. 2021 verbesserte sie beim Meeting Hauts-de-France Pas-de-Calais den Hallenrekord über 800 Meter auf 2:00,92 min und schied kurz darauf bei den Halleneuropameisterschaften in Toruń mit 2:06,46 min in der ersten Runde aus. Im Juli erreichte sie bei den Olympischen Spielen in Tokio das Halbfinale und schied dort mit 2:02,38 min aus. 
2022 schied sie bei den Hallenweltmeisterschaften in Belgrad mit 2:04,17 min in der Vorrunde über 800 Meter aus. Im Juli schied sie bei den Weltmeisterschaften in Eugene mit 2:06,27 min in der ersten Runde aus und anschließend kam sie auch bei den Europameisterschaften in München mit 2:03,64 min nicht über den Vorlauf hinaus. Im Jahr darauf schied sie bei den Halleneuropameisterschaften in Istanbul mit 2:03,34 min im Vorlauf aus. Im Juni wurde sie bei der 1. Liga der Team-Europameisterschaft im Rahmen der Europaspiele in Chorzów in 2:03,12 min Vierte im B-Lauf. Im August schied sie bei den Weltmeisterschaften in Budapest mit 2:01,00 min in der Vorrunde aus.
In den Jahren 2014 und von 2018 bis 2023 wurde Hynne norwegische Meisterin im 800-Meter-Lauf im Freien sowie 2012, 2015 und 2020 auch in der Halle.

## Persönliche Bestleistungen
Halle
- 400 Meter: 54,88 s, 7. Februar 2015 in Steinkjer
- 800 Meter: 2:00,92 min, 9. Februar 2021 in Liévin (norwegischer Rekord)

Freiluft
- 400 Meter: 53,24 s, 23. Juni 2016 in Oslo
- 600 Meter: 1:28,42 min, 23. Juni 2020 in Trondheim
- 800 Meter: 1:58,10 min, 15. September 2020 in Bellinzona (norwegischer Rekord)
- 1500 Meter: 4:11,20 min, 8. Juli 2023 in Jessheim